# 神田咲実
神田 咲実（かんだ さきみ、1984年4月1日 - ）は、日本のファッションモデル。新潟県出身。イデア所属。

## 略歴
新潟生まれ、横浜市育ち（自身のブログより）。2004年からヒラタオフィスに所属し芸能活動をはじめ、2006年から2008年まで『MORE』の専属モデルとして活躍した。2009年から専属を外れ、女性ファッション誌をはじめフィットネス系の雑誌など活躍の場を広げている。2010年、ヒラタオフィスからイデアに移籍。
私生活では、2021年1月23日に一般人男性と結婚したことを自身のインスタグラムで報告した。

## 人物
- 趣味はサウナ、漫画を読むこと、音楽DVD鑑賞。
- 特技は細かい作業をすること、服のリメイク、デコレーション。
- 手作りのアクセサリーを作るのが好きで、ネックレスなどを作っている。
- 清楚な雰囲気と爽やかな笑顔が印象的だが、以前はバスケットボールをやっており、何にでも挑戦する行動派な一面もある。ホノルルマラソンに4回（2008年、2010年、2011年、2012年）出場。2009年のNAHAマラソン[2]や2010年の東京マラソン[3]も完走している。
- 憧れの有名人は安室奈美恵。
- 5歳下の妹がいる[4]。

## 出演

### 雑誌
- MORE（2006年 - 2008年専属）
- Steady.
- 美人百花
- mina
- an・an

### TV
- ハケンOLは見た! （2010年10月、テレビ東京）
- 朝だ!生です旅サラダ（2013年4月 - 、ABCテレビ） - 旅サラダガールズ（月替わり出演）

### CM
- 池田模範堂ポケムヒ（2008年）
- 小林製薬 ラストケア（2008年）
- ライオン ペア（2012年）
- DHC Pアップジェル（2015年）
- マクドナルド マックシェイク バナナ サーファー 篇（2015年）
- SUBARU インプレッサ（2017年）

### 映画
- 水に棲む花（2006年）